# Largny-sur-Automne

Largny-sur-Automne este o comună în departamentul Ain, Franța. În 1 ianuarie 2022 avea o populație de 240 de locuitori.